# Escape the room

Escape the room (évadez vous de la pièce) ou escape game est un type de jeu vidéo d'aventure dont le principe consiste pour le joueur à parvenir à s'échapper d'une pièce dans laquelle il est enfermé. Il doit pour y parvenir trouver des éléments cachés dans le décor et suivre une séquence ou un enchaînement de mouvements précis. Tout cela culmine souvent par la découverte d'une clé ou d'un élément qui permet de « s'évader de la pièce ».

## Structure
Ce jeu d'aventure graphique adopte une représentation de type vision subjective à la première personne (walking simulator) et il se joue avec la souris (pointer-et-cliquer). Ce sont des jeux le plus souvent gratuits, à jouer dans une fenêtre du navigateur web et codés avec Adobe Flash ou désormais en Unity WebGL.

## Origine
Ce type de jeu a été popularisé en 2004 avec le jeu japonais de Toshimitsu Takagi Crimson Room, mais le premier jeu de ce type fut Mystery of Time and Space (en) où le joueur doit s'évader d'un complexe futuriste, et pas uniquement d'une chambre. Ce genre de jeu rencontre un succès auprès des amateurs et les sites de jeux en ligne consacrent souvent une page spécifiquement à ces jeux.
Au Japon, et inspiré par l’œuvre de Toshimitsu Takagi, Takao Kato décide de donner une dimension physique au concept. Pour ce faire, via sa société Scrap, il ouvre le premier live rooms escape en 2007. Il propose alors aux joueurs une expérience réelle où ceux-ci doivent résoudre des énigmes, dans un temps imparti, afin de pouvoir s’échapper d’une salle.

## Jeux grandeur nature
Ce principe de jeu a aussi été porté dans le monde réel. Cette déclinaison dite de jeu d'évasion grandeur nature se pratique maintenant partout dans le monde.